# Friedrich Haerlin

Hotel Vier Jahreszeiten am Neuen Jungfernstieg um 1900

Friedrich Haerlin (* 24. Februar 1857 in Gaisburg; † 28. April 1941 in Hamburg) war ein deutscher Hotelier und Gründer des Hotels Vier Jahreszeiten in Hamburg.

## Leben und Werk
Haerlin arbeitete nach erfolgter Kaufmannslehre ab 1875 in einer Importfirma in Stuttgart und zog 1876 – um die Welt kennenzulernen – nach Genf, wo er eine Arbeit als Küchenjunge im Bahnhofsrestaurant fand. Am 1. November 1876 wurde er von Herrmann Blaile, dem Inhaber des Café-Restaurants Chantepoulet als Kellner eingestellt. Haerlin nahm bald interessantere Stellen an, unter anderem im „Grandhotel Thunerhof“ in Thun, dem „Grand Hotel d'Orient“ in Menton und dem „Baur au Lac“ in Zürich.

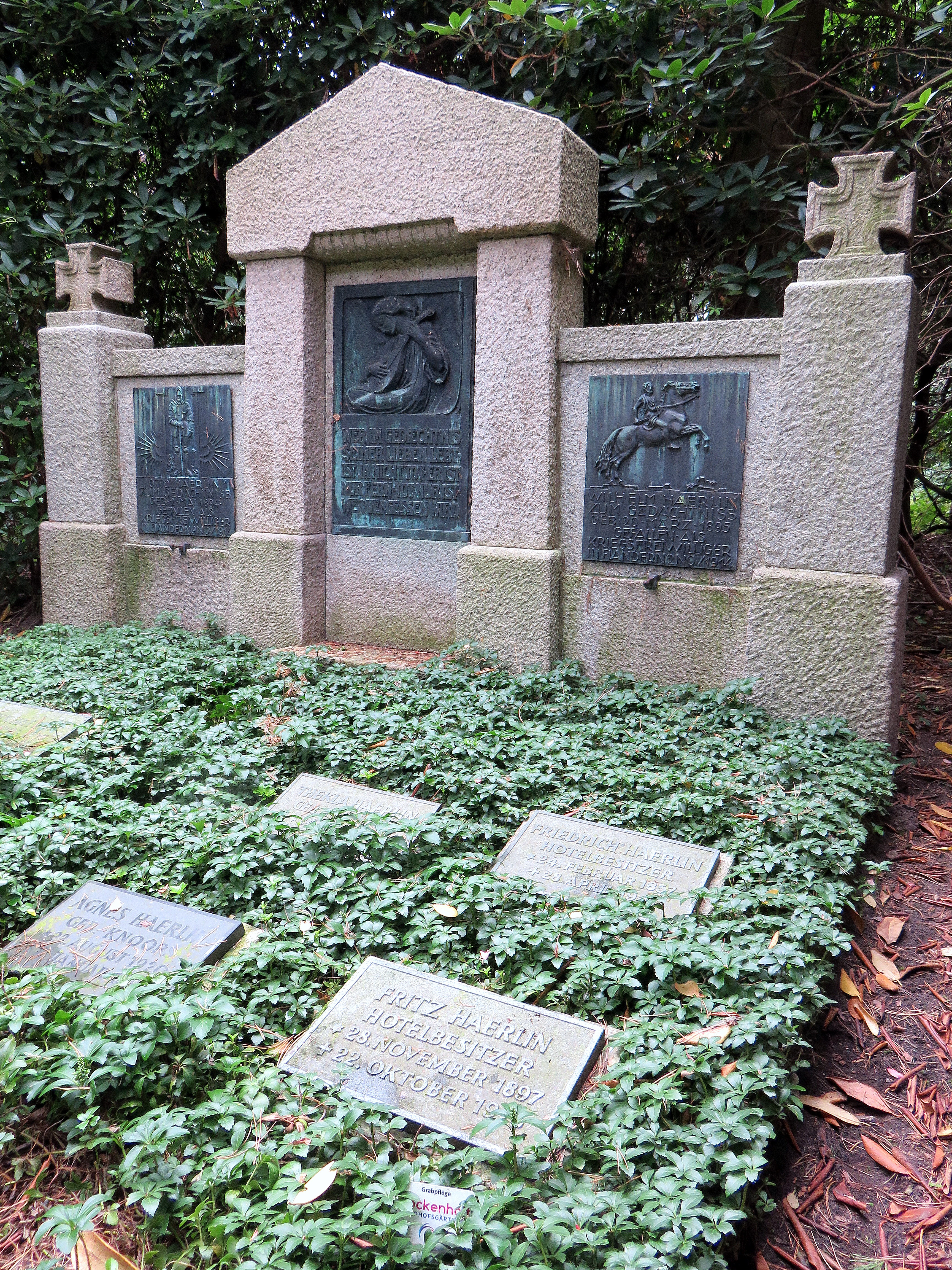
Grab Haerlin (Fritz vorn rechts, Friedrich dahinter), Friedhof Ohlsdorf

1891 heiratete er die Bremerin Thekla Toussaint. Am 1. Mai 1893 übernahm das Paar in Thun die Bewirtschaftung des „Hotel Bellevue“. 1894 wurde der erste Sohn, Otto, 1895 der Sohn Wilhelm, im Frühjahr 1896 die Tochter Frieda und 1897 der Sohn Fritz geboren.
Am 24. Februar 1897, an seinem 40. Geburtstag, kaufte Haerlin in Hamburg das in Konkurs gegangene Hotel Zu den vier Jahreszeiten, ein schmales Haus am Neuen Jungfernstieg für 420.100,- Reichsmark. Er erwarb nach und nach die Nachbarhäuser Häuser Nr. 9 bis 14 hinzu, bis er die Straßenfront zusammen hatte und 1904 mit einer einheitlichen Fassade versehen ließ. 1911 verfügte das Hotel über 140 Wohn- und Schlafzimmer und 50 Bäder.
1932 übergab Friedrich Haerlin das Hotel seinem Sohn Fritz (1897–1975). Das Hotel blieb bis 1989 in Familienbesitz und wurde dann für rund 105 Millionen Euro an den japanischen Aoki-Konzern verkauft. Ein Großteil des von Friedrich Haerlin um die Jahrhundertwende angeschafften Mobiliars wurde 2001 noch im Hotel verwendet.
Das Restaurant Haerlin im Erdgeschoss des Hotels ist nach Haerlin benannt. Es ist seit 2012 unter Christoph Rüffer mit zwei Michelin-Sternen und 19 Gault-Millau-Punkten ausgezeichnet und für seine klassische französische Küche bekannt.
Auf dem Hamburger Friedhof Ohlsdorf befindet sich bei Planquadrat M 23 südlich des Wasserturms auf der Familiengrabstätte je ein Kissenstein für Friedrich und Fritz Haerlin.